# Steinreihen von Kersolan
Die Steinreihen von Kersolan (französisch Les alignements de Kersolan oder Soldats de saint Cornély, Alignement du Grand-Resto bzw. Alignement du Grand-Resto Kersolan) sind Steinreihen an der Kreuzung zweier Gemeindestraßen, etwa 600 m nördlich des Weilers Penhoët, östlich von Languidic im Norden des Département Morbihan in der Bretagne in Frankreich.

## Beschreibung
Die etwa 140 Menhire sind in drei Reihen entlang einer Südost-Nordwest-Achse ausgerichtet und umfassen 29, 69 und 43 Steine. Einige Menhire fehlen, andere befinden sich in den Gärten der Unterpräfektur Lorient. Das Gelände ist etwa 500 m lang und 120 m breit. Zwei Grabkammern vervollständigen das Ensemble.
Die Menhire wurden anhand der Reste eines nahe gelegenen Hauses auf 3000 v. Chr. datiert und 1967 als Monument historique eingestuft.
1981 trug eine Untersuchung dazu bei, das Wissen darüber zu verfeinern, wie die Menschen die Steine positionierten. Die Grube wurde vor der Errichtung des Menhirs mit einer Masse aus Ton und Wasser gefüllt, wodurch der Menhir vertikal aufgerichtet werden konnte.

## Legende
Die Legende besagt, dass die Steine ursprünglich römische Soldaten waren, die Saint Cornély verhaften wollten.